# My Mother the Carjacker
My Mother the Carjacker, llamado Mi madre, la asaltacoches en España y Mi madre la robacoches en Hispanoamérica, es el segundo episodio perteneciente a la decimoquinta temporada de la serie animada Los Simpson, emitido originalmente el 9 de noviembre de 2003. El episodio fue escrito por Michael Price y dirigido por Nancy Kruse. Glenn Close fue la estrella invitada, interpretando a Mona, la madre de Homer, quien aparece por segunda vez en la serie. En 2004, el episodio fue nominado a un premio WGA en la categoría de animación.

## Sinopsis
Todo comienza cuando la familia Simpson está realizando tareas domésticas y Marge los llama para que vayan a ver la televisión. Todos entran a ver un segmento del programa de Kent Brockman llamado "Oops Patrol". Kent, en el segmento, muestra un titular gracioso que había sido enviado por Marge, y que como premio había recibido una camiseta. Muchos desean tener la camiseta de Oops Patrol, sobre todo Homer, quien en secreto se coloca la camiseta de Marge, arruinando la prenda debido a su talla. Así que Homer trata de encontrar su propio titular gracioso para ganar una camiseta propia. 
En su desesperación de hallar noticias realmente graciosas encuentra algo extraño: escondido en un artículo titulado "La pizza más grande del mundo", encuentra un mensaje secreto, en el cual le decía que fuera a la Calle 4, a medianoche. Homer, acompañado por Bart, acude a la cita en el lugar indicado. Homer se asusta con la oscuridad y luego se percata de la silueta de una persona, la que había dejado el mensaje. Bart trata de defender a Homer con golpes de karate pero es esquivado por el individuo, quien le pone un suéter de lana. Es Mona Simpson, la madre de Homer. 
Mona revela que había dejado el mensaje en el periódico con la esperanza de rencontrarse con Homer. Juntos, van a un restaurant, en donde la anciana les cuenta que todavía continuaba prófuga del gobierno y de la policía por el "crimen" que había cometido en 1969, cuando saboteó los gérmenes del laboratorio del Sr. Burns. En ese momento, el jefe Wiggum, Eddie y Lou llegan al restaurante, provocando el escape de Homer, Mona y Bart por la puerta trasera. Homer conduce su auto sin control y termina chocando contra la estación de policía. Mona es arrestada y sometida a juicio. El día del mismo, la familia Simpson declara a favor de Mona y Homer pide en un emotivo discurso que no vuelvan a quitarle a su madre. El jurado, conmovido ante las palabras de Homer, decide absolver a Mona. 
Homer y su familia celebran la victoria, al contrario de Burns y Smithers. Junto a su madre, Homer hace todo lo que no pudo durante su infancia, debido a su ausencia. El Sr. Burns, por su parte, renombra el Laboratorio de Gérmenes como el "Museo de la Paz y de la Diversión de los Niños Mona Simpson", ante una multitud. El anciano le pide a Mona que sea la primera en firmar el libro de visitas del museo. Mientras firma, esta menciona que había tenido que usar nombres falsos cuando visitaba parques nacionales. Acto seguido, el FBI arresta a Mona por el delito menor de otorgar información falsa a un registro de parque nacional, revelándose como una treta de Burns para destruir a Mona. 
Días después, Homer decide liberar a su madre. Al día siguiente, cuando un autobús transfiere a Mona y a otras mujeres convictas a una prisión federal, Homer y Bart hacen una trampa para poder detener el vehículo. Homer lo roba y libera a todas las convictas, excepto Mona. De repente, aparecen autos de la policía y comienzan a perseguirlos. Mona no quiere que Homer vaya a prisión por lo que lo electrocuta y lo empuja fuera del ómnibus, cayendo este en una cama abandonada. Homer observa horrorizado como el autobús cae por un precipicio hacia un lago y explota provocando una avalancha de piedras, dando la impresión de que su madre ha muerto.
Afligido pero esperanzado, Homer revisa noticias en otros titulares de periódicos, en busca de algún mensaje que confirme señales de que Mona aún siga con vida. Pronto encuentra un artículo en el que la primera letra de cada fila decía "IMOK" (I'm OK, que significa "Estoy bien"). Tomándolo como un mensaje de su madre, se va a dormir. Sin embargo, no se había percatado de otro artículo, que informaba sobre un taco gigante, y en el cual Mona había dejado un mensaje explicando su huida del ómnibus antes de que se estrellara, para luego salir de la ciudad en un automóvil con una pareja de Rhode Island.